# Pierre Aymeric (Corneille de Lyon)
Pierre Aymeric, dénommé également Pierre Aymeric, marchand de vin à Saint-Flour,  est un tableau de Corneille de Lyon réalisé en 1534. Cette œuvre a une importance majeure pour la connaissance de son auteur car c'est elle qui en 1962 a permis de reconstituer son corpus d'œuvre de manière fiable.
Cette œuvre est réalisée à l'huile sur noyer. Elle fait 16,5 cm de haut, 14,2 cm de large pour 0,4 cm d'épaisseur. Elle est conservée à Paris au musée du Louvre, département des Peintures,.

## Description
Corneille choisit de peindre rapidement des portraits de très petit format. Schéma familier dans ses compositions, les personnages et la tête principalement sont reproduits la tête orientée à gauche ou à droite. La lumière provient principalement de gauche. On peut imaginer que les modèles posaient dans l'atelier de Corneille. 

## Analyse
Ce portrait a été redécouvert en 1962 et est entré au Louvre en 1976. On peut attribuer la découverte de ce tableau à Paul Roudié .  Première œuvre connue de Corneille, il est considéré comme un « chef-d'œuvre d'une grande vérité humaine, marqué par une expressivité toute flamande... »,,. 

Le tableau est daté du 11 avril 1534, n'est pas signé par la main de Corneille de Lyon mais porte au dos l'inscription : 

« Pierre Aymeric natif de Sainct Fleur demeurant à Lyon a laige de vingt et six ans ou envyron a este pourtraict audict Lyon par Corneilhe de la Haye em Flandres, painctre de la Royne Helienor Royne de France et a este paracheve le XIe jour davril mil VcXXXIIII après Pasques escript et signe de la main dudict Aymeric, Ian et jour susdicts, P. Aymeric. »